# Човек који је хтео да буде краљ
Човек који је хтео да буде краљ (енгл. The Man Who Would Be King) је америчко-британски авантуристички филм снимљен 1975. године у режији Џона Хјустона. Представља адаптацију истоимене приче Радјарда Киплинга. Хјустон је био велики поклоник Киплингове приче, те ју је покушавао екранизирати деценијама; остварење тих планова су sпречили финанsијски и други проблеми, али највише то што је сматрао да једино највеће холивудске звезде могу достојно тумачити ликове Пичија и Древота. 1950-их требало је да то буду Хамфри Богарт и Кларк Гејбл (који су преминули пре него што је Хјустон успео покренути филм), 1960-их Кирк Даглас и Берт Ланкастер, а 1970-их Роберт Редфорд и Пол Њумен. На крају је Њумен Хјустону предложио да би најбоље било да те ликове тумаче британски глумци, па га Хјустон послушао те одабрао Кејна и Konerija, који су тада уживали врхунац популарности. Само снимање, које се одвијало у лондонским студијима Пиневуда те локацијама у Француској и Мароку су обележили проблеми везани уз Хјустоново здравствено стање, те каотичне одлуке везане уз кастинг - па је тако манекенка Теса Далј, претходно ангажована за улогу кафиристанске принцезе Рохане, на самом сету изненада замењена Кејновом супругом Шакиром Кејн.
Иако је Човек који је хтео да буде краљ међу критичарима имао поклонике, међу којима се својим одушевљењем посебно истакао Роџер Иберт, део је сматрао да је превише развучен, те да га је додатно упропсатио Кејна са својим "преглумљивањем". Комерцијални резултати су, представљали велико разочарање.

## Радња
Радња започиње 1885. године у Британској Индији када Киплинг (чији лик тумачи Кристофер Пламер) као новинар од свог познаника, бившег војника Пичи Карнегана (чији лик тумачи Мајкл Кејн) слуша причу о томе како су он и његов друг Дени Древот (кога тумачи Шон Конери) напустили војску и одлучили потражити богатство и срећу у забаченим деловима средње Азије те дошли у Кафиристан, изоловану планинску област источног Авганистана где их је, видевши необичну одећу и необично "магично" оружје као што су пушке, локално становништво "препознало" као божанства, а Древота као свог древног владара Александра Великог, који је освојило овај регион 328. п. н. е..

## Улоге
| Глумац           | Улога                     |
| ---------------- | ------------------------- |
| Шон Конери       | Данијел Древот            |
| Мајкл Кејн       | Пичи Карнеган             |
| Кристофер Пламер | Радјард Киплинг           |
| Шакира Кејн      | Роксана                   |
| Карум Бен Буи    | Кафу-Селим                |
| Саид Џафри       | Били Фиш (Мачендра Гарун) |
| Догми Ларби      | Утај                      |